# Hamid Nizar
Nizar Hamid (3 de outubro de 1988) é um futebolista sudanês que atua como defensor.

## Carreira
Nizar Hamid representou o elenco da Seleção Sudanesa de Futebol no Campeonato Africano das Nações de 2012.